# 키라호시 시엘
키라호시 시엘(일본어: キラ星 シエル)은 도에이 애니메이션 키라키라☆프리큐어 아라모드에 등장하는 가공의 인물이다. 애니메이션 성우는 미나세 이노리이다.

## 프로필
| 키라호시 시엘        | 키라호시 시엘              |
| -------------------- | -------------------------- |
| 성별                 | 여자                       |
| 생일                 | 7월 30일                   |
| 별자리               | 사자자리                   |
| 소속                 | 딸기 산, 키라파티          |
| 포지션               | 주역, 히로인               |
| 변신체               | 큐어 파르페                |
| 상징색               | 청록색                     |
| 등장 프리큐어 시리즈 | 키라키라☆프리큐어 아라모드 |

## 인물
키라키라☆프리큐어 아라모드에 등장하는 소녀다. 
사실 그 정체는 딸기 산에서 수행중인 요정 키라링이 프리큐어가 된 모습이었다. 프랑스 파리에서 활약하면서 프리큐어가 되었으며 이국적인 분위기에 프랑스어를 섞어쓴다. 
보통 인간과 같이 다른 뛰어난 모습을 지녔지만 배고플 때에는 원래의 모습을 유지하지 못한다는 단점이 있다.
카라보시 시엘은 공부, 운동 다 완벽하지만 프랑스에서 지내온 영향 때문에 일본 속담을 잘 모른다.
남동생인 피카리오를 무지 아낀다.

## 큐어 파르페
키라링이 프리큐어로 변신한 모습으로 레인보우 색채가 상징색, 상징 스위츠는 파르페이다. 분홍색 머리에 흰색 니부츠를 신고 있다.

### 필살기
- 파르페 에투알
- 키라클 레인보우